# Gandja
Pour les articles homonymes, voir Ganja.
Gandja (en azéri : Gəncə [ ɟænˈd͡ʒæ]) est la deuxième plus grande ville de la république d'Azerbaïdjan. Elle était nommée Elizavetpol de 1804 à 1918 et Kirovabad de 1935 à 1990. Quand l'Azerbaïdjan a pris son indépendance en 1991, le nom historique, Gandja, a été restauré. Sa population s'élevait à 328 400 habitants en 2015. Gandja est l'une des plus importantes villes d'Azerbaïdjan et elle est considérée également comme l'une des plus anciennes villes du Caucase. 

## Histoire

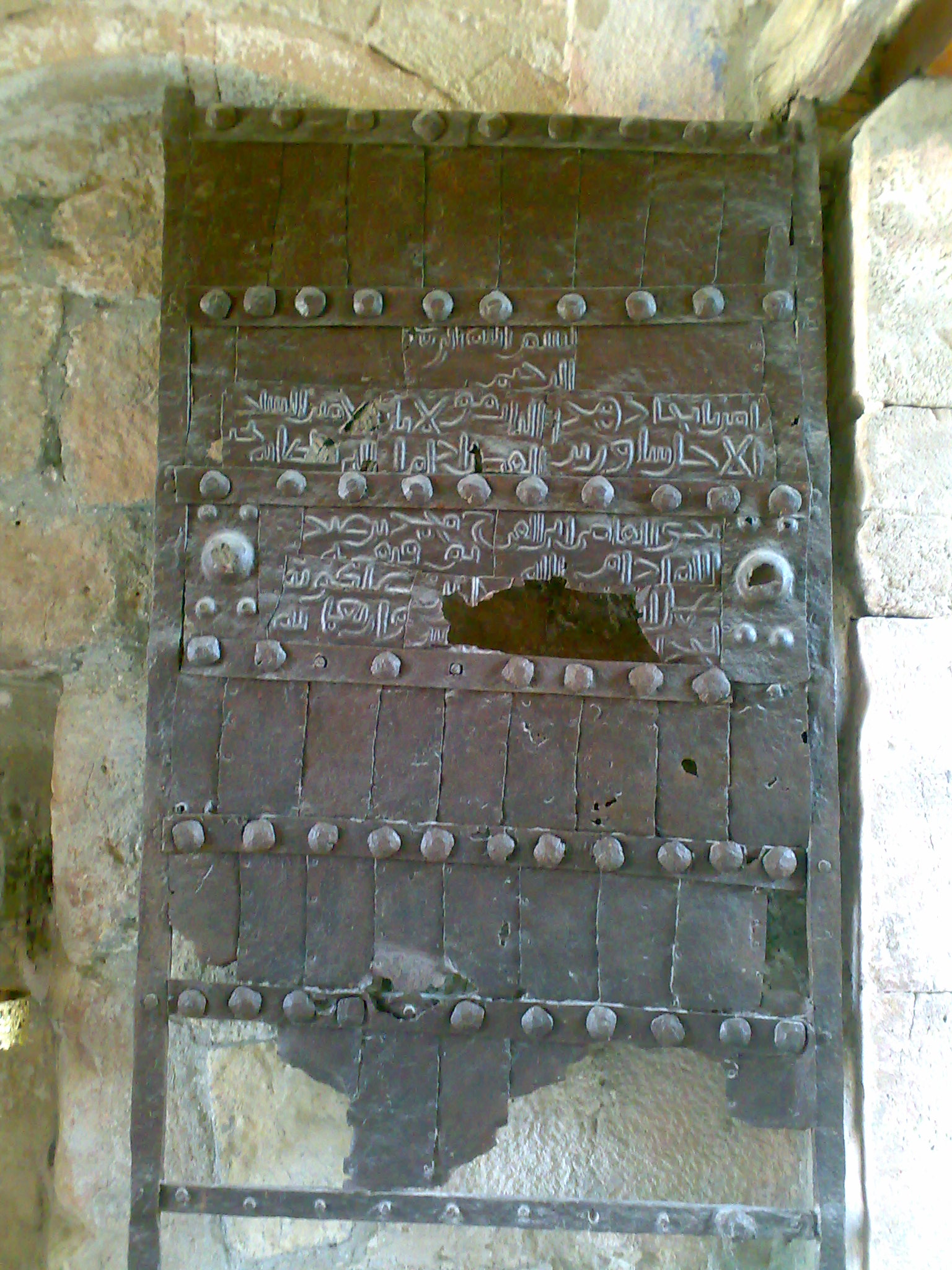
Portail de la ville, dans le monastère de Gélati.

Selon des sources arabes médiévales, la ville de Gandja a été fondée en 859-860 par Mohammed ibn Khalid, gouverneur arabe et dénommé à cause de la découverte d'un trésor là. Selon la légende, le gouverneur arabe a fait un rêve où une voix lui a dit qu’il y avait un trésor caché sous l’une des trois collines autour de la zone où il campait. La voix lui dit de la déterrer et d'utiliser l'argent pour fonder une ville. Il l'a fait et a informé le calife de l'argent et de la ville. Le calife a fait de Mohammed le gouverneur héréditaire de la ville à condition de donner l'argent qu'il a trouvé au calife.
Gandja existait dès le temps des Arsacides, alors située en Artsakh du Nord. Dès 1012, il fut soumis à la Géorgie , en 1027 l'émir de Gandja viole le traité de soumission. La Géorgie s'empare de l'émirat de Gandja en 1123 ainsi que celui de Chirvan et de Derbend. Les Mongols vinrent en 1235, et les Safavides s'en rendirent ensuite maîtres au XVIe siècle.
Pendant une courte période, Ganja a été rebaptisé Abbassabad par Abbas Ier le Grand après la guerre contre les Ottomans. Il a construit une nouvelle ville à huit kilomètres au sud-ouest de l’ancien site, mais le nom a changé à Gandja à l’époque. Pendant le règne des Séfévides, c'était la capitale de la province du Karabakh. En 1747, Gandja devint le centre du Khanat de Gandja pendant quelques décennies après la mort de Nâdir Châh, jusqu’à l’arrivée des dynasties iraniennes Zand et Kadjar.
Les habitants de Gandja ont connu un déclin culturel et économique temporaire après un tremblement de terre en 1139, lorsque la ville fut prise par le roi Démétrius Ier de Géorgie qui, en signe de victoire, fait enlever les portes de la ville et les offres au monastère de Ghélati,, et de nouveau après l'invasion mongole en 1235.
En 1747, la ville devient le centre d'un khanat de Gandja semi-indépendant. L'Empire russe annexe la ville par le traité de Golestan en 1813 auparavant faisant partie de la Perse. La ville est rebaptisée « Elizavetpol » en l'honneur de la tsarine Élisabeth, épouse d'Alexandre Ier.
À partir de la fin du XVIIIe siècle, la Russie a commencé activement à accroître ses activités en territoire iranien et turc au sud. À la suite de l'annexion de la Géorgie orientale en 1801, la Russie souhaitait désormais conquérir le reste des possessions iraniennes dans le Caucase. L'expansion de la Russie dans le Caucase du Sud a rencontré une opposition particulièrement forte à Gandja. En 1804, les Russes, dirigés par le général Paul Tsitsianov, envahirent et virent Gandja, déclenchant la guerre russo-persane de 1804-1813.
Militairement supérieurs, les Russes ont mis fin à la guerre russo-persane de 1804-1813 avec une victoire. Par le traité de Golestan qui a suivi, l’Iran a été contraint de céder le Khanat de Gandja à la Russie. Les Iraniens ont brièvement réussi à chasser les Russes de Gandja lors de l’offensive de 1826 pendant la guerre russo-persane de 1826-1828, mais le traité de Turkmanchai qui en a résulté a définitivement fait son entrée dans l’Empire russe. Elle fut rebaptisée  Elisavetpol (en russe : Елизаветполь), d'après l'épouse d'Alexandre Ier de Russie, Elisavet, et devint en 1868 la capitale du gouvernement d'Elisavetpol. Elizavetpol était un comté du gouvernement de Tiflis avant 1868. Le nom russe n’était pas accepté par les Azerbaïdjanais, qui continuaient à appeler la ville Gandja.
La reconstruction au XIXe siècle a conduit à des changements spectaculaires dans le développement urbain de la ville, transformant l'ancienne ville russe en une plaque tournante de bâtiments à usage mixte de grande hauteur.
Capitale temporaire en 1918 de la nouvelle république démocratique d'Azerbaïdjan, elle retrouve son ancien nom. L'Armée rouge l'occupe en 1920 et Staline lui donne le nom de « Kirovabad » en l'honneur de Sergueï Kirov en 1935.
À la suite de l'indépendance de l'Azerbaïdjan en 1991, la ville retrouva son ancien nom de  « Gandja ».
Dans le cadre de la guerre de 2020 au Haut-Karabagh, des bombardements arméniens ont touché début octobre 2020 une zone résidentielle de Gandja.

## Économie
L'économie de Gandja est partiellement agricole, en partie touristique, avec certaines industries en activité. Les minerais extraits des mines voisines alimentent les industries métallurgiques de Gandja, qui produisent du cuivre et de l'alumine. Il existe des industries de la porcelaine, de la soie  et de la chaussure. D'autres industries transforment les aliments, les raisins et le coton des terres agricoles environnantes,.
La ville possède l'un des plus grands conglomérats textiles d'Azerbaïdjan et est célèbre pour son tissu appelé soie de Gandja, qui a reçu les notes les plus élevées sur les marchés des pays voisins et du Moyen-Orient.
Les gens sont principalement employés dans l'industrie manufacturière, l'éducation, le transport, les services et la restauration.

## Tourisme et shopping
Les boutiques traditionnelles, les boutiques et les centres commerciaux modernes créent un mélange de possibilités de shopping à Gandja. La rue de Djavad Khan est la rue commerçante traditionnelle située dans la vieille ville. Construit entre 2014 et 2017, le centre commercial « Ganja Mall » est considéré comme le plus grand centre commercial de la ville. Les autres centres commerciaux comprennent le parc  de Khamseh, le centre commercial de Taghiyev et le parc d’Aura,.
Ganja est l'une des destinations touristiques les plus célèbres d'Azerbaïdjan avec ses bâtiments historiques tels que le mausolée de Nizami, les anciennes portes, la mosquée du Vendredi, Imamzadeh, la tombe de Djavad Khan, Tchokak Hamam.
Les autres sites touristiques et de divertissement incluent la rue Djavad Khan, l'arc de triomphe près du centre Heydar Aliyev, la maison des bouteilles, la place du drapeau, le parc national de Goygol, le mont Kapaz et le mont Mourov.
En 2016, Gandja a été choisie comme capitale européenne de la jeunesse, un événement doté d'un budget de 5,7 millions d'euros, qui devrait stimuler le tourisme d'environ un cinquième.

## Divisions administratives
Aujourd'hui, Gandja est divisée en 2 rayons. Le maire, actuellement Niyazi Bayramov, incarne le pouvoir exécutif de la ville. Gandja comprend 6 communes administratives : Hadjikend, Djavadkhan, Chikhzamanli, Natavan, Mahsati et Sadili.

### Raïon de Kəpəz
Le raion de Kəpəz (en azéri : Kəpəz rayonu) a été créé le 21 novembre 1980, conformément à la décision du Soviet suprême de la RSS d’Azerbaïdjan. Le raion comprend 2 unités territoriales administratives et 6 localités administratives. Il a une superficie d'environ 7000 hectares avec une population de 178.000 habitants.

### Raïon de Nizami
Le raion de Nizami (en azéri : Nizami rayonu) a également été créé le 21 novembre 1980, conformément à la décision du Soviet suprême de la RSS d’Azerbaïdjan en tant que raïon de Gandja de la ville de Kirovabad. Lorsque le nom historique de Gandja a été restauré et que la ville a été rebaptisée Gandja au lieu de Kirovabad en 1989, le quartier a également été rebaptisé raïon de  Nizami. Le raïon comprend 2 unités territoriales administratives. La superficie du district est d'environ 3900 hectares et la population est de 148.000.

## Architecture

### Parcs et jardins
Gandja possède de nombreux parcs et jardins bien entretenus. Le jardin de Khan (en azéri – Xan Bağı) est l'un des parcs les plus pittoresques et l'un des monuments les plus connus de la ville. Il présente un aménagement paysager intéressant et se compose d'une grande variété d'arbres et de plantes à aire ouverte.
Les autres parcs et jardins importants comprennent le complexe du parc Heydar Aliyev, le parc de la capitale européenne de la jeunesse «Gandja 2016», le complexe boulevard de Gandja, l'avenue Istiglal, le parc Fikrat Amirov, le parc Fuzuli et le parc Narimanov,,.

## Culture
La ville possède de nombreux équipements qui offrent un large éventail d’activités culturelles, tirant à la fois un riche portfolio dramatique local et un répertoire international. La ville est connue pour son célèbre artisanat du métal au Moyen Âge. Les œuvres les plus remarquables de cette période comprennent les portes de Gandja et l'ancienne porte de Gandja,.
À partir de 2012, la ville avec Bakou et Lankaran participe au mouvement « Earth Hour »  (Heure de la Terre).

### Musique
Le 21 janvier 2012, le président Ilham Aliyev a posé les bases de l'Orchestre philharmonique d'État de Ganja. L'installation comprendra 1 200 salles de concert, une salle de cinéma en plein air, une galerie de dessin, un centre urbain et une tour d'observation.

### Musées
Musée d'histoire et d'ethnographie de l'État de Gandja est le plus ancien musée de la ville, avec plus de 30 000 objets. La ville abrite également le musée Nizami Gandjavi, qui a été construit en 2014. Le musée comprend une section de recherche, une bibliothèque, une salle de conférence et des coins pour les invités et la détente des touristes.
D'autres musées incluent le musée Heydar Aliyev, le musée de la maison de Mir Djalal Pachayev, la maison-musée-musée de Nizami Gandjavi, le musée-maison d’İsrafil Mammadov, le musée des portes du château de Gandja , Centre culturel nommé d'après Mahsati Ganjavi, musée d'art moderne et musée de Mirza Chafi Vazeh.

### Médias
Les deux chaînes régionales, Kapaz TV et Alternativ TV, ont leur siège à Gandja.

## Éducation
Le premier séminaire en Azerbaïdjan visant à la formation professionnelle des enseignants a été ouvert à Gandja en 1914, qui a été uni au Séminaire sur les filles en 1927 et  rebaptisé « Ecole Technique Pédagogique de Gandja ».
Gandja abrite quatre grands instituts d’enseignement postsecondaire. L'Université d'Etat de Gandja a été fondée en 1939 en tant qu'Institut des professeurs de Gandja après Hasdan bey Zérdabi. En 2000, le Président de l'Azerbaïdjan a renommé l'Institut en Université d'Etat de Gandja. L'université comprend 8 départements de faculté et 10 bureaux. La ville comprend également l'Académie d'Etat de l'Azerbaïdjan, l'Université technologique d'Azerbaïdjan et la section locale de l'Institut des enseignants d'Azerbaïdjan.
Il existe également des écoles proposant un enseignement secondaire spécialisé comme le collège de musique de Gandja, le collège médical de Gandja, le Collège régional de l'Etat de Gandja.
Au total, 7 écoles proposent un enseignement professionnel à Gandja: trois lycées professionnels et une école professionnelle au raion de Kapaz, un lycée professionnel et deux écoles professionnelles au raion de Nizami.

## Transport

### Transport public
Gandja possède un important système de transport urbain, géré pour la plupart par le ministère des transports. En 2013, le ministère des Transports a déclaré que la ville ainsi que Nakhitchevan et Soumgait disposeraient d'une nouvelle ligne de métro dans le cadre du programme de métro de 20 ans. La ville avait un système de trolleybus, fonctionnant de 1955 à 2004. Le réseau de tramway de Gandja a cessé dans les années 1980.

### Air
L'aéroport international de Gandja est le seul aéroport de la ville.  L'aéroport est relié par bus au centre-ville. Il y a des vols intérieurs vers Bakou et un service international vers la Russie et la Turquie.

### Rail
Gandja se trouve sur l’une des voies de chemin de fer principales d’Azerbaïdjan reliant la capitale, Bakou, au reste du pays. La ligne Kars – Tbilissi – Bakou longe la ligne à travers la ville. Le chemin de fer assure à la fois le transport de personnes et le transport de marchandises et de produits tels que le pétrole et le gravier. La gare centrale de Gandja est le terminus des liaisons ferroviaires nationales et internationales vers la ville. La voie ferrée Kars – Tbilissi – Bakou, qui relie directement la Turquie, la Géorgie et l’Azerbaïdjan, a commencé à être construite en 2007 et achevée en 2017. L’agence achevée relie Gandja à Tbilissi en Géorgie et les trains continuent jusqu’à Akhalkalaki et Kars en Turquie.

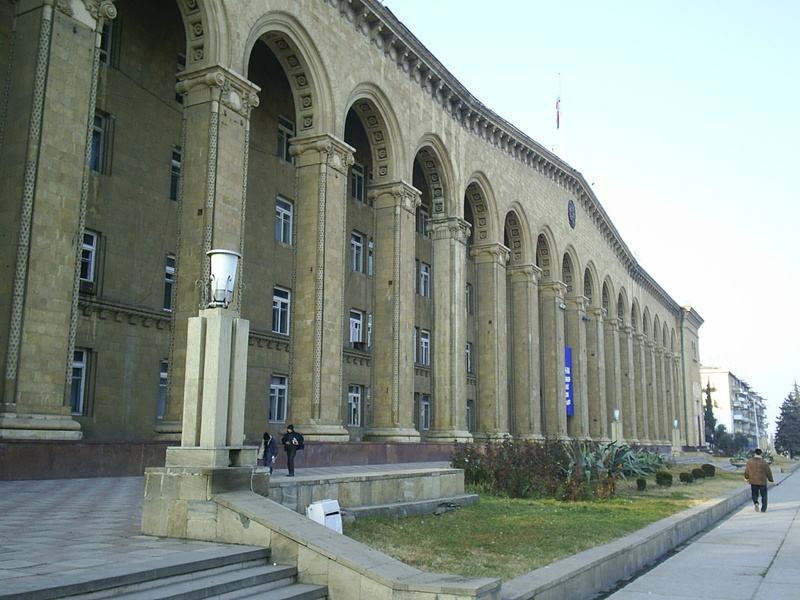
La mairie

## Jumelages

Le marché des tapis azerbaïdjanais (fin du XIXe siècle).

- Moscou (Russie)
- Russie, Darband
- Koutaïssi (Géorgie)
- Roustavi (Géorgie)
- Izmir (Turquie)
- Ankara (Turquie)
- Turquie Bursa
- Dnepropetrovsk (Ukraine)
- Turin (Italie)
- Tabriz (Iran)

## Population
Recensements (*) ou estimations de la population :
| 1856   | 1897*  | 1926*  | 1939*  | 1959*   |
| ------ | ------ | ------ | ------ | ------- |
| 10 900 | 33 600 | 57 400 | 98 900 | 116 122 |

| 1970*   | 1979*   | 1989*   | 2002    | 2012    |
| ------- | ------- | ------- | ------- | ------- |
| 189 512 | 231 901 | 278 006 | 300 900 | 320 700 |

| 2015    | - | - | - | - |
| ------- | - | - | - | - |
| 328 400 | - | - | - | - |

Les Azéris constituent 98 % de la population de la ville, les Russes, les Ukrainiens, les Tatars et les autres les 2 % restants.

## Géographie
Gandja est située au pied des montagnes du Petit Caucase, à une altitude moyenne de 408 m, à 293 km à l'ouest de Bakou. Le territoire de la ville est de 110 km².

### Climat
- Température record la plus froide: −17,8 °C (janvier 1935)
- Température record la plus chaude: 39,8 °C (juillet 1952)
- Hauteur de pluie mensuelle record: 152 mm (juin 1968)
- Nombre moyen de jours avec de la neige dans l'année: 18
- Nombre moyen de jours de pluie dans l'année: 105
- Nombre moyen de jours avec de l'orage dans l'année: 30

| Mois                                  | jan.       | fév.       | mars     | avril     | mai       | juin      | jui.      | août      | sep.      | oct.      | nov.      | déc.      | année      |
| ------------------------------------- | ---------- | ---------- | -------- | --------- | --------- | --------- | --------- | --------- | --------- | --------- | --------- | --------- | ---------- |
| Température minimale moyenne (°C)     | 0,9        | 1,6        | 5        | 9,4       | 14,7      | 19,3      | 21,8      | 21,6      | 17,2      | 12,2      | 6,1       | 2,4       | 11         |
| Température moyenne (°C)              | 3,3        | 4,3        | 8,3      | 13,1      | 18,7      | 23,6      | 26,3      | 25,9      | 21,1      | 15,3      | 8,7       | 4,7       | 14,4       |
| Température maximale moyenne (°C)     | 7,1        | 8,5        | 13,2     | 18,4      | 24        | 29,3      | 32,1      | 31,6      | 26,3      | 20        | 12,9      | 8,5       | 19,3       |
| Record de froid (°C) date du record   | −17,8 1935 | −15,2 1972 | −12 1898 | −3,2 2004 | 1,5 1952  | 5,8 1916  | 10,4 2006 | 10,5 1909 | 2,8 1894  | −0,6 1965 | −7,9 1941 | −13 1899  | −17,8 1935 |
| Record de chaleur (°C) date du record | 22,8 1971  | 25 1904    | 28 1899  | 35,6 1998 | 39,5 2007 | 39,2 1942 | 42 2010   | 41,7 2014 | 38,8 2002 | 33,4 1952 | 29 2020   | 23,3 1962 | 42 2010    |
| Ensoleillement (h)                    | 120        | 113        | 141      | 182       | 229       | 267       | 278       | 252       | 212       | 168       | 123       | 115       | 2 200      |
| Précipitations (mm)                   | 11         | 31         | 20       | 26        | 42        | 31        | 15        | 30        | 32        | 35        | 18        | 12        | 303        |
| dont neige (cm)                       | 0          | 0          | 0        | 0         | 0         | 0         | 0         | 0         | 0         | 0         | 0         | 0         | 0          |
| Nombre de jours avec précipitations   | 3          | 4          | 6        | 8         | 9         | 6         | 4         | 3         | 4         | 6         | 6         | 4         | 63         |
| Humidité relative (%)                 | 71         | 71         | 68       | 70        | 68        | 61        | 59        | 61        | 65        | 74        | 76        | 74        | 68         |
| Nombre de jours avec neige            | 3          | 5          | 2        | 0,2       | 0         | 0         | 0         | 0         | 0         | 0,4       | 1         | 2         | 14         |
| Nombre de jours d'orage               | 0          | 0,1        | 0,3      | 1         | 4         | 5         | 3         | 3         | 2         | 1         | 0         | 0         | 19         |
| Nombre de jours avec brouillard       | 5          | 5          | 5        | 3         | 1         | 0,1       | 0,2       | 0,1       | 1         | 2         | 4         | 5         | 31         |

| Diagramme climatique                                  |          |         |           |          |            |            |            |            |          |           |          |
| J                                                     | F        | M       | A         | M        | J          | J          | A          | S          | O        | N         | D        |
| 7,10,911                                              | 8,51,631 | 13,2520 | 18,49,426 | 2414,742 | 29,319,331 | 32,121,815 | 31,621,630 | 26,317,232 | 2012,235 | 12,96,118 | 8,52,412 |
| Moyennes : • Temp. maxi et mini °C • Précipitation mm |          |         |           |          |            |            |            |            |          |           |          |

## Personnalités liées
- Nizami Gandjavi (1141-1209), poète persan.
- Gambar Huseynli (1916-1961), compositeur, auteur de la musique de la chanson Djudjalarim.
- Khalida Safarova (1926-2005), peintre azerbaïdjanaise.
- Djavad Khan
- Mahmoud Gourbanov
- Faig Radjabli
- Mkhitar Goch
- Mahsati Gandjavi
- Sadaya Mustafayeva (1926-2004), actrice
- Togroul Asgarov
- Kubra Aliyeva
- Ismat Gayibov
- Fikrat Amirov
- Mirali Gachgai
- Ilgar Djafarov
- Abul - Ula - Gandjavi
- Mirza Djafar Toptchoubachov
- Mirza Chafi Vazeh
- Mahammadali Pichnamazzadé[40]
- Mirzä Šäfi Vazeh
- Farid Alakbarli
- Katib Mammadov (1963-), sculpteur, pédagogue et peintre.

## Galerie

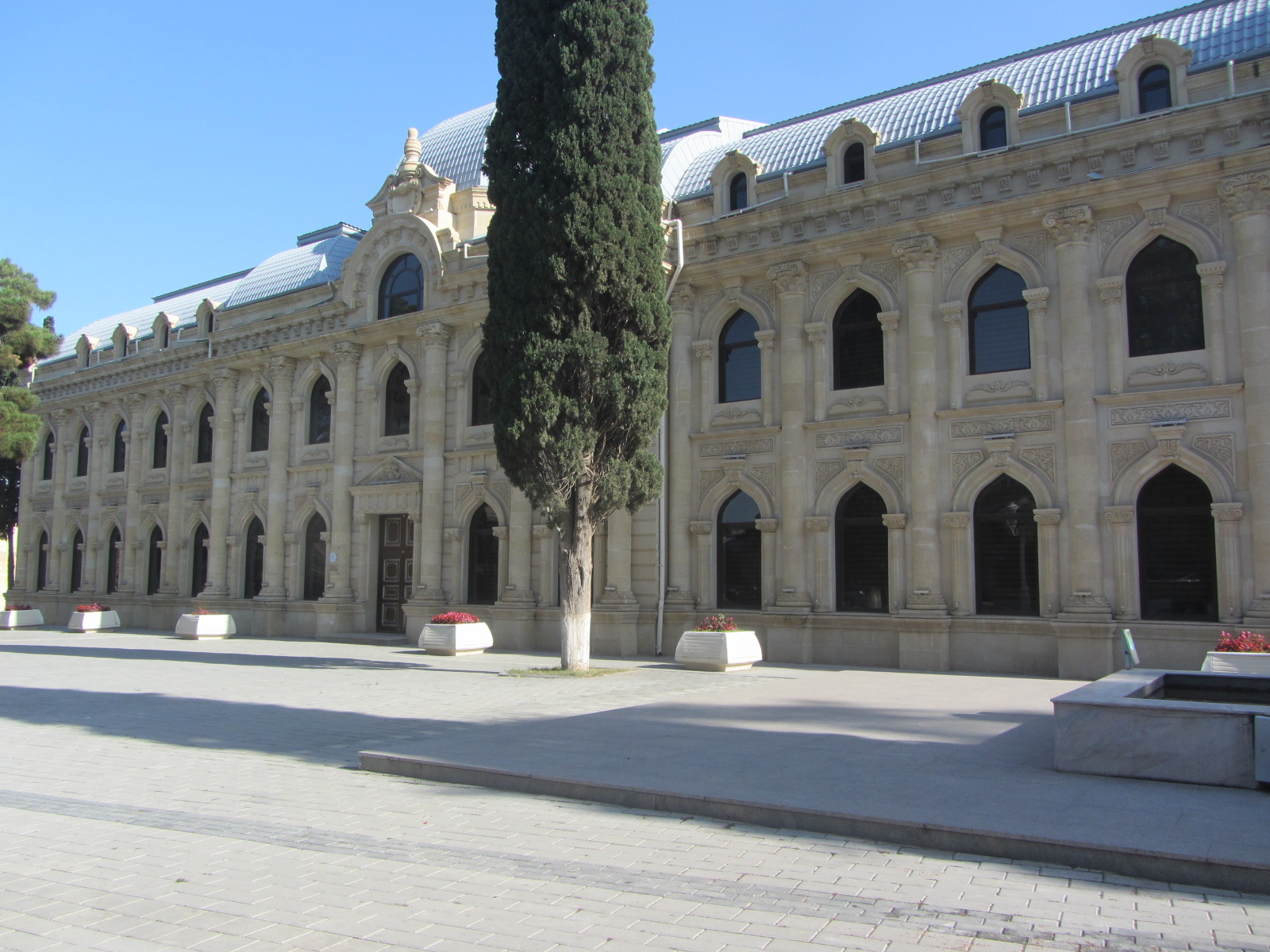
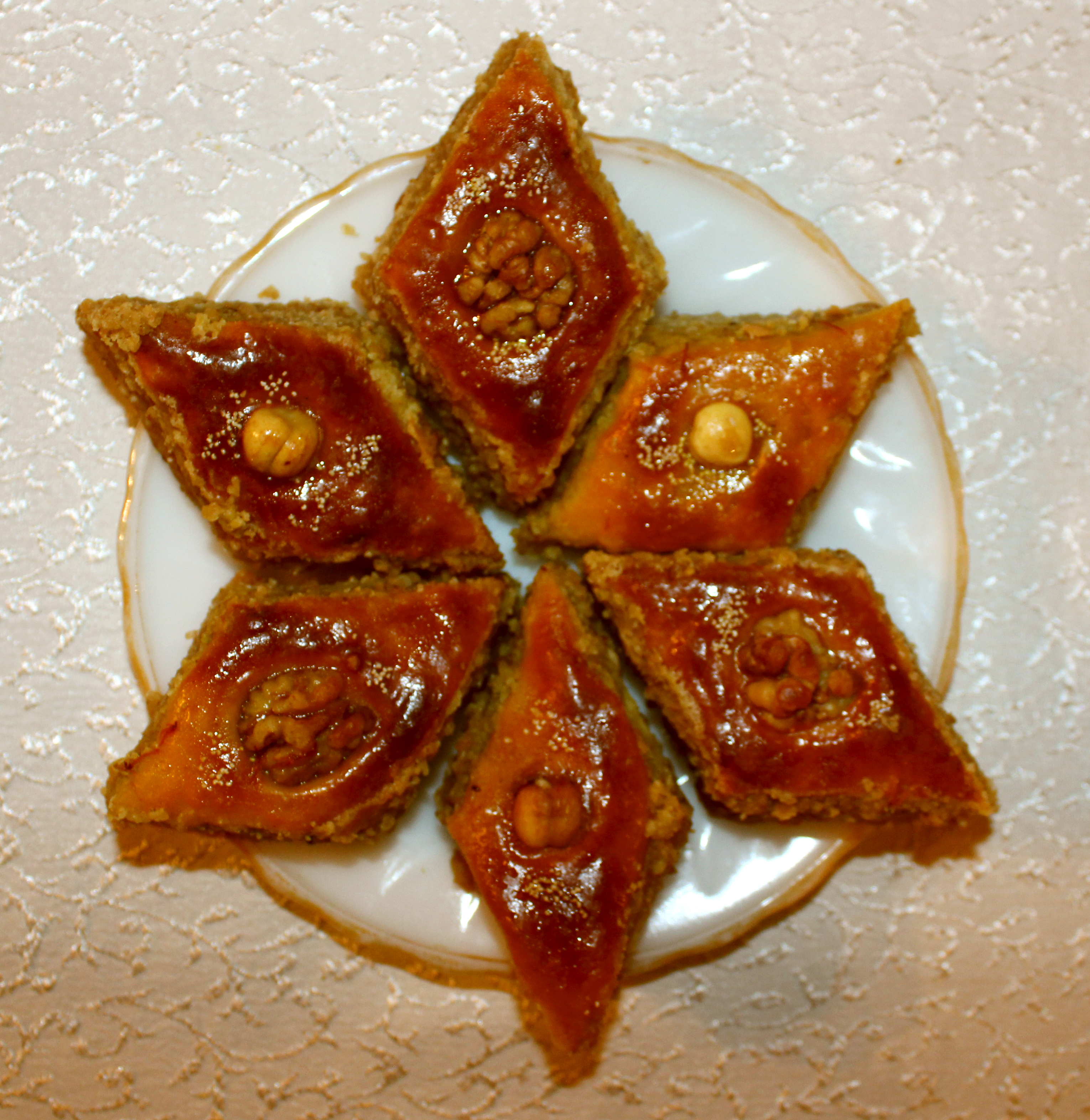
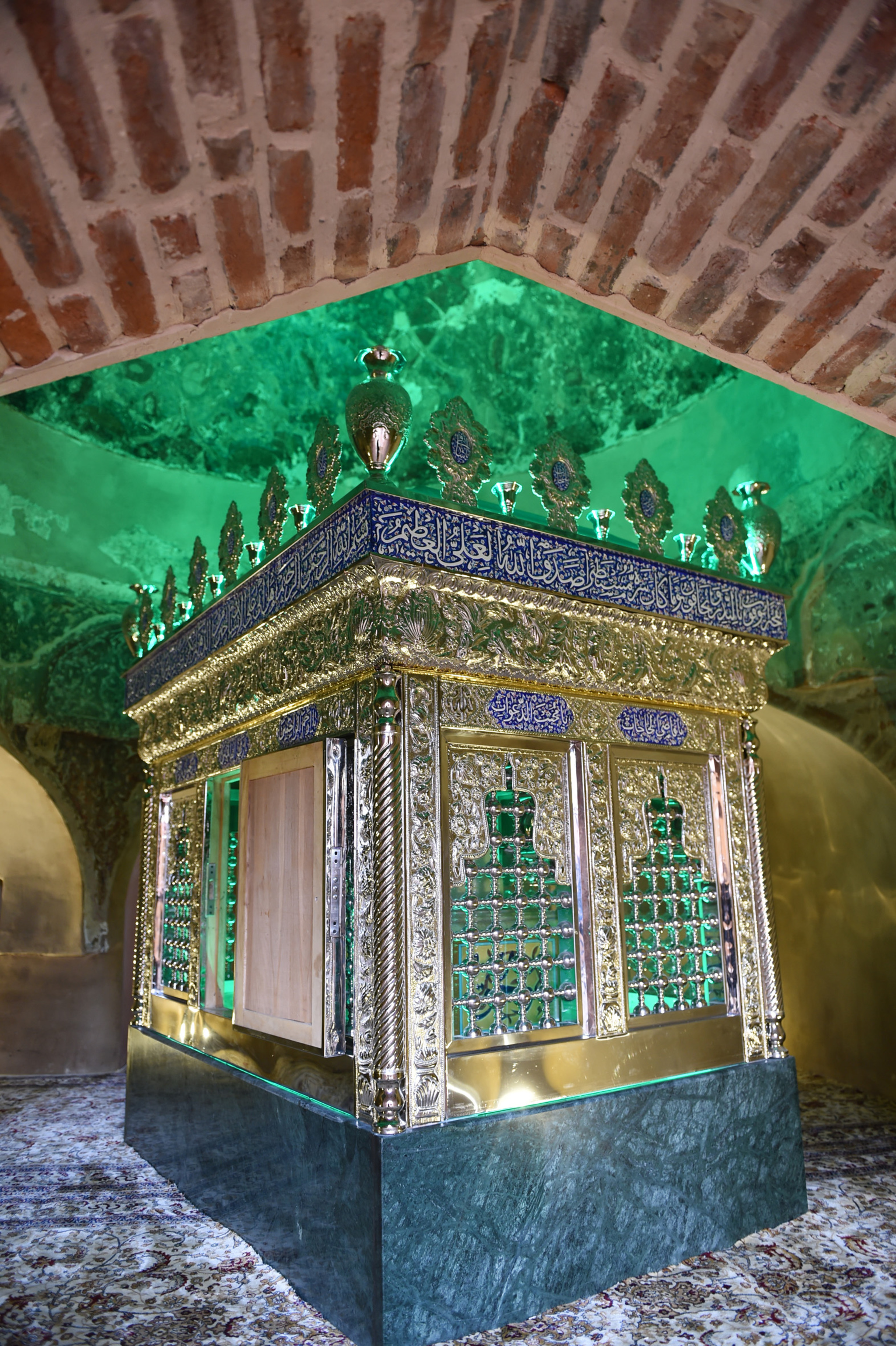
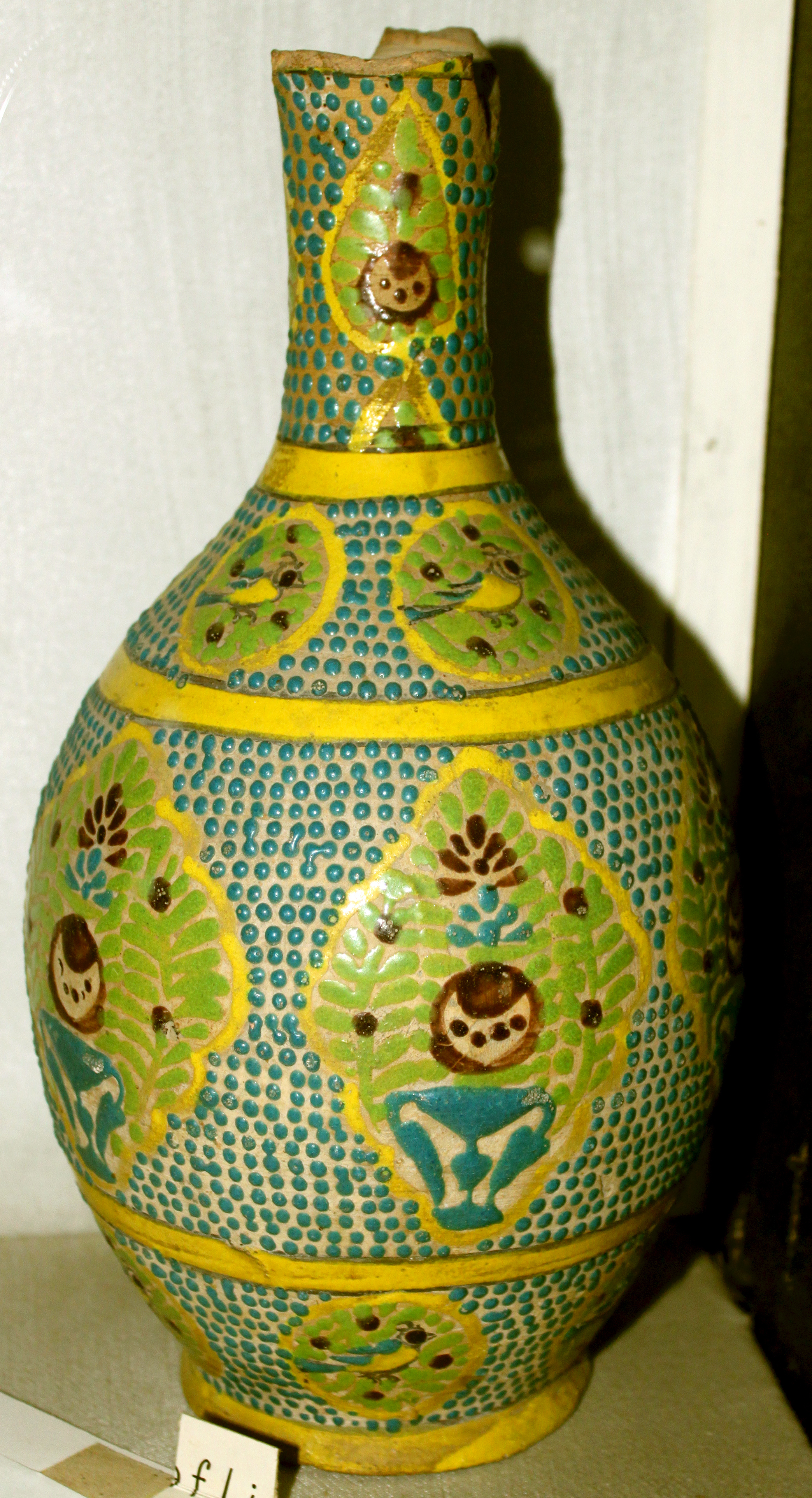
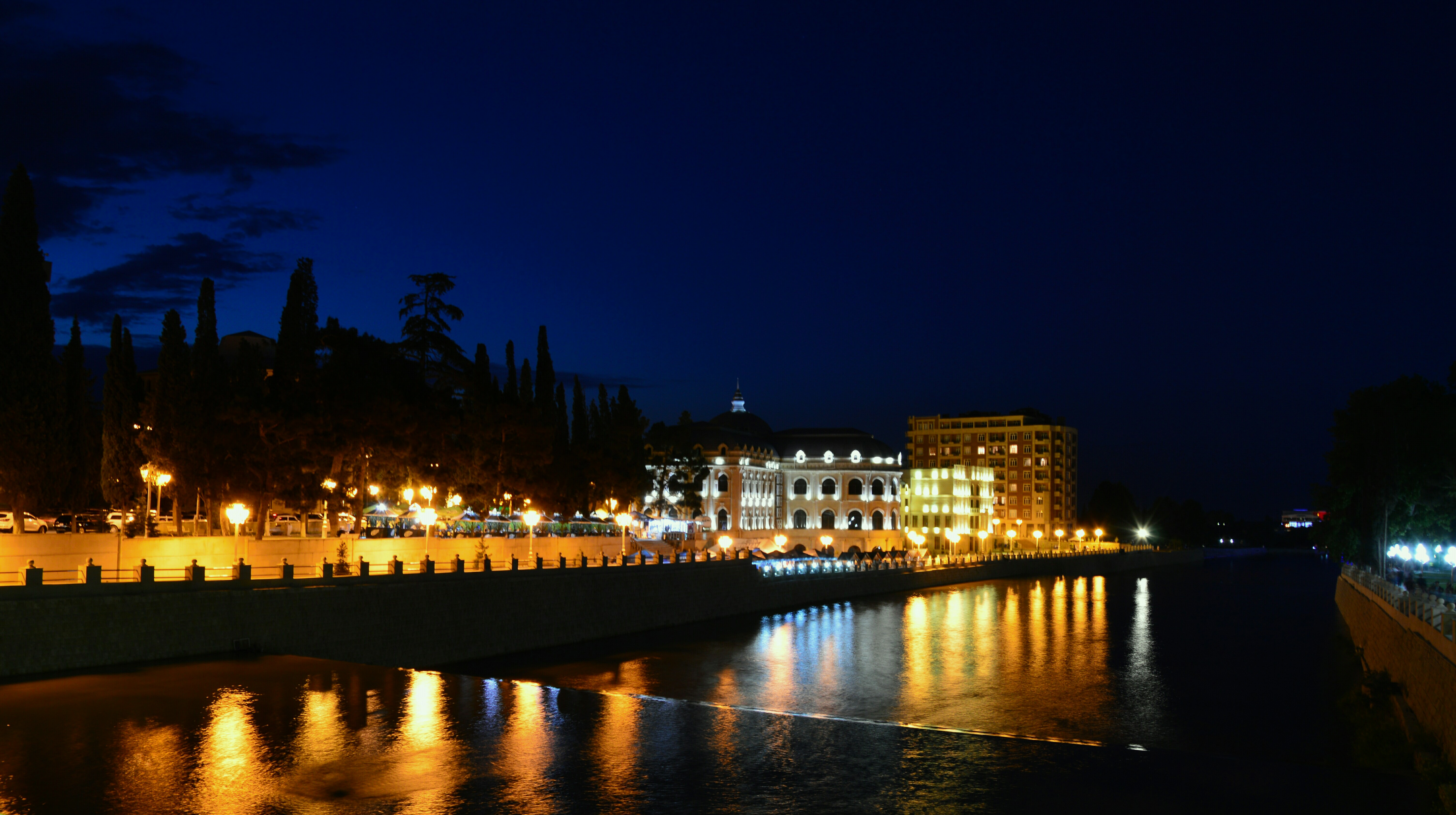
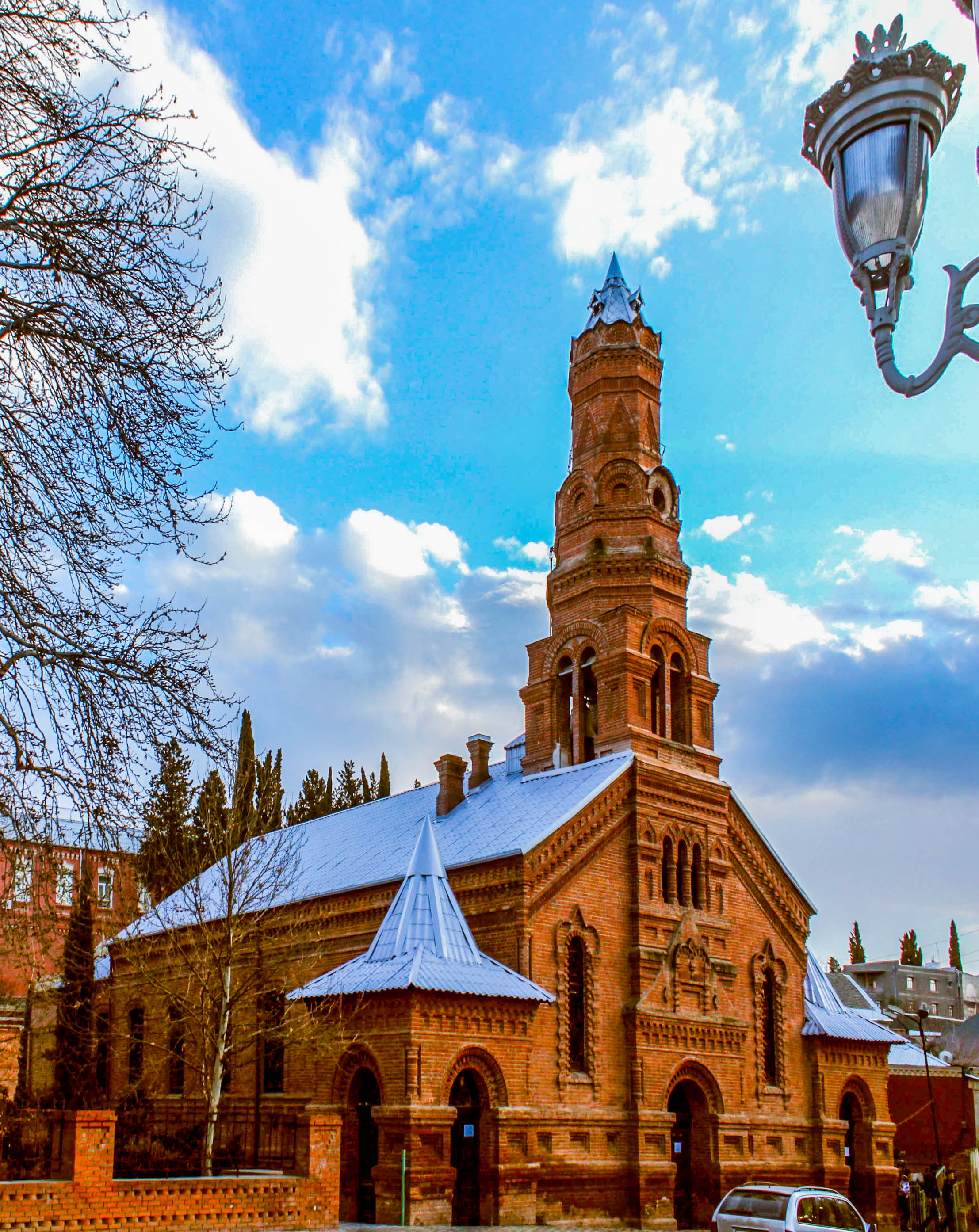
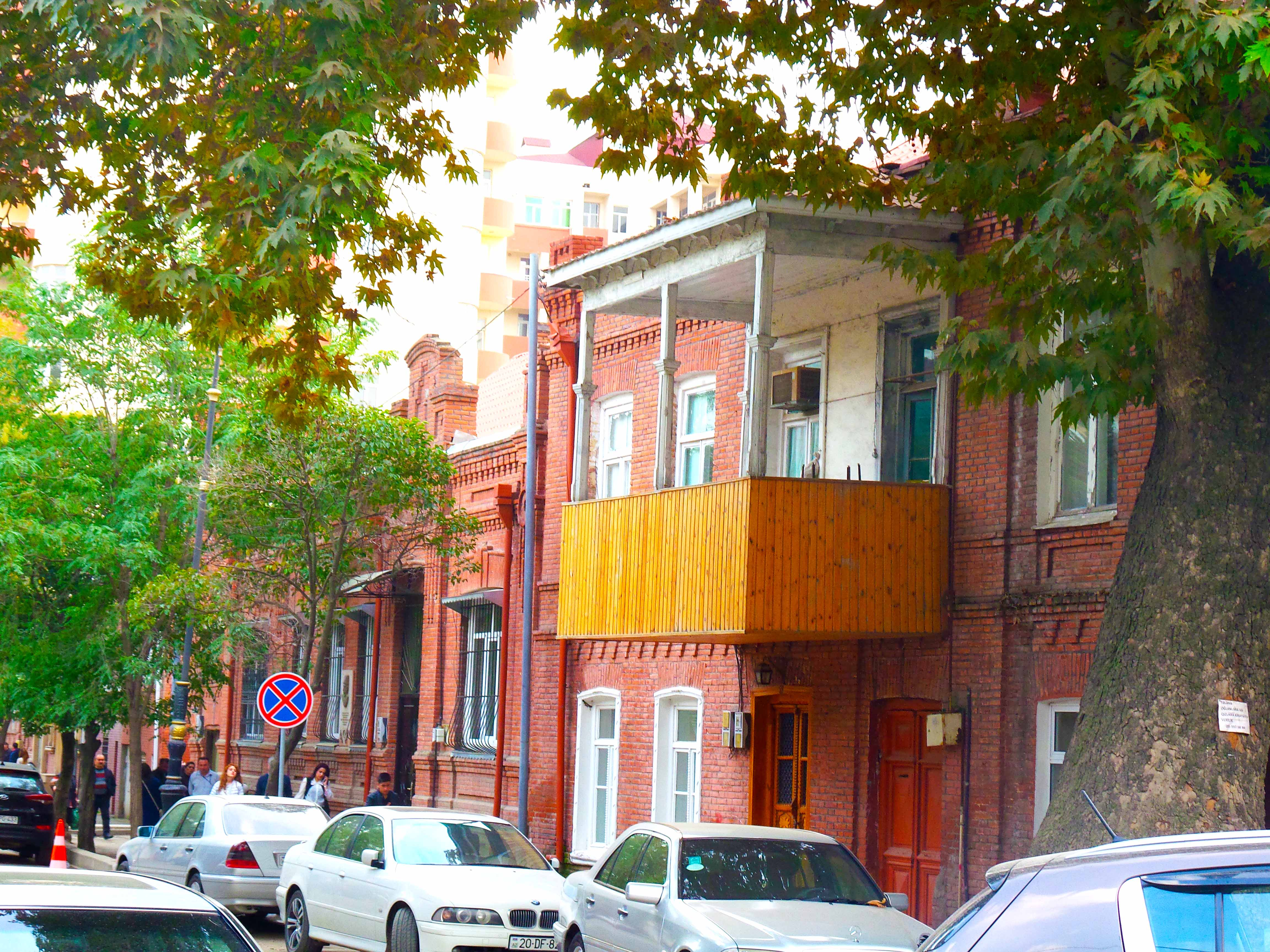
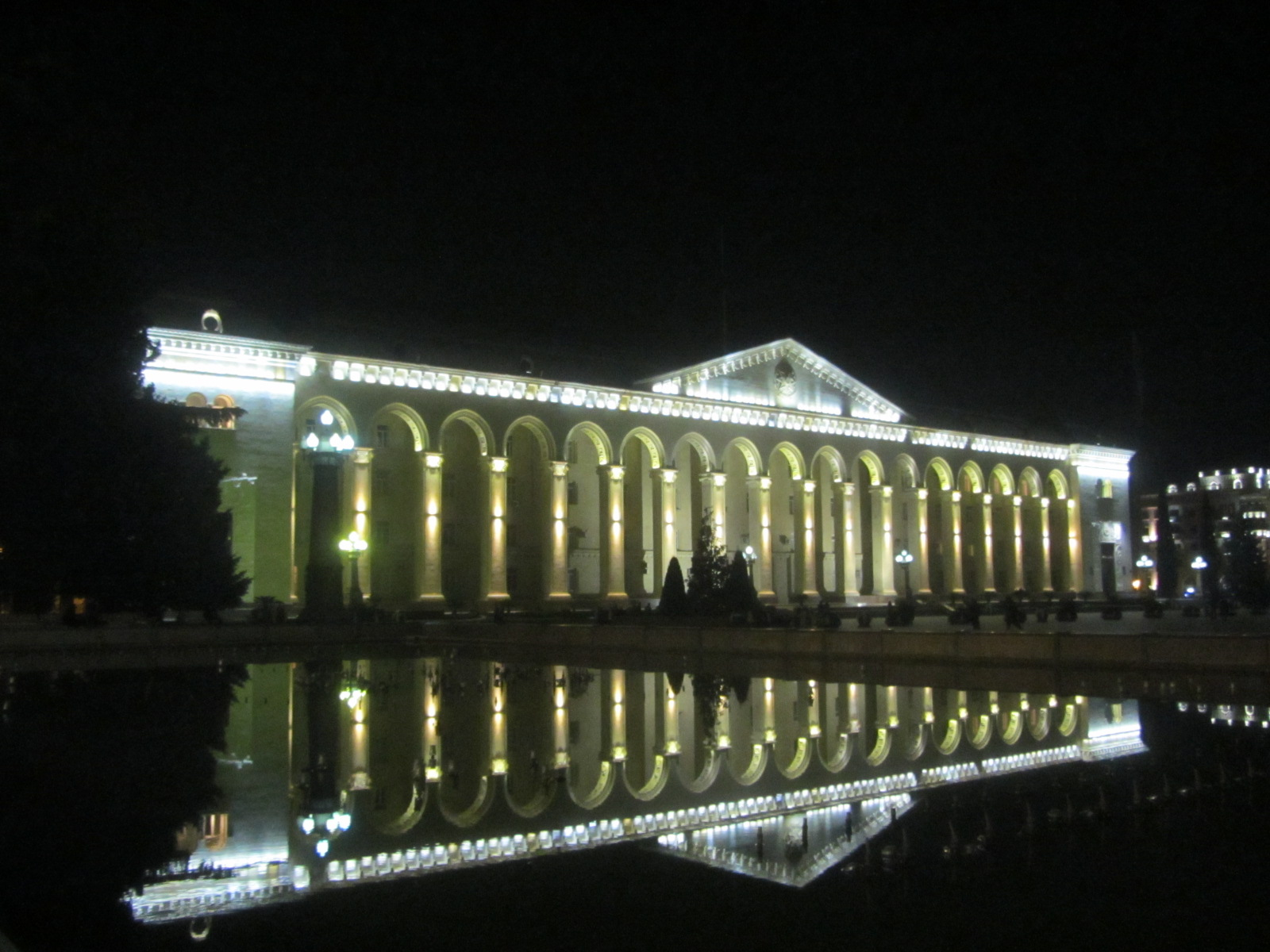
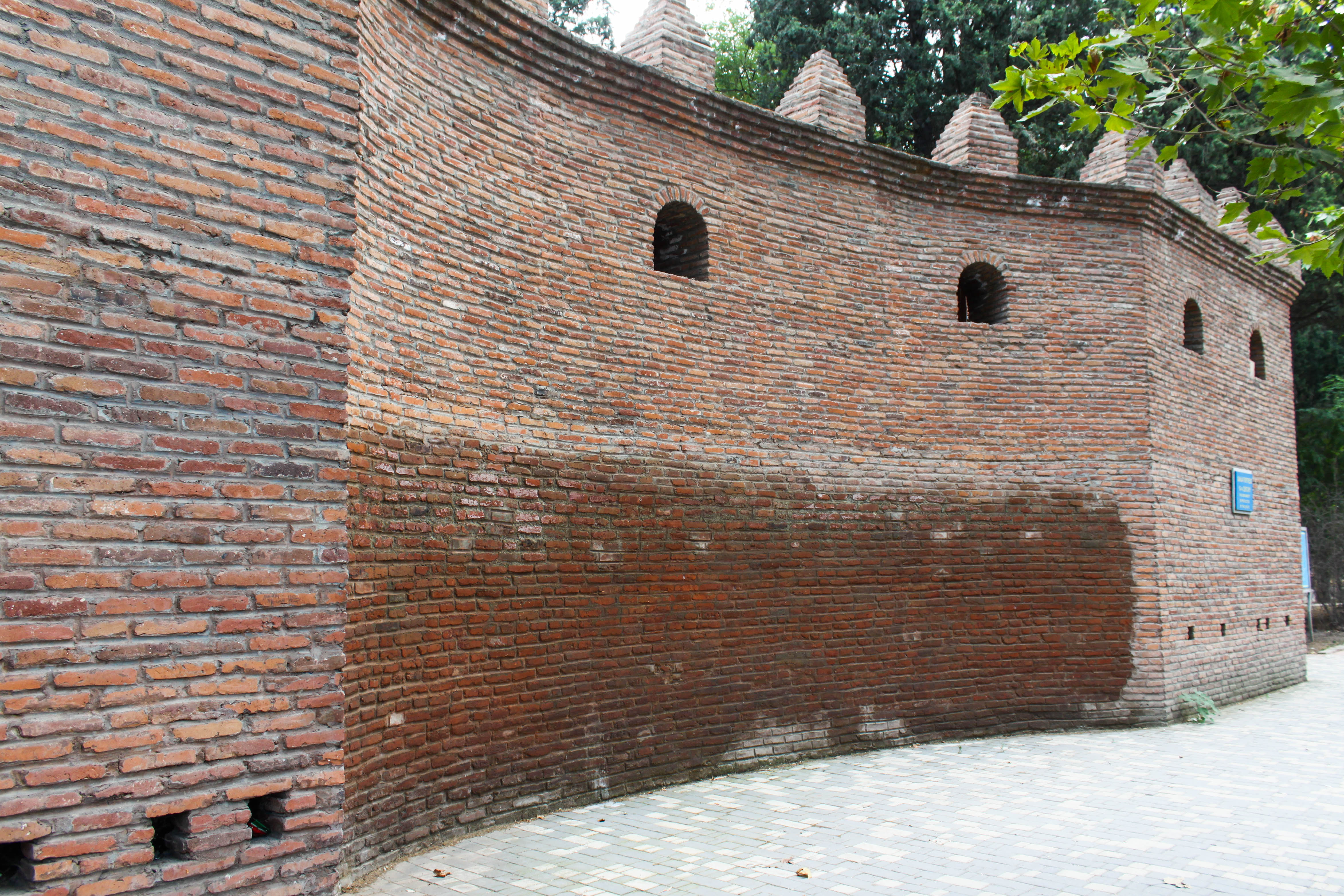
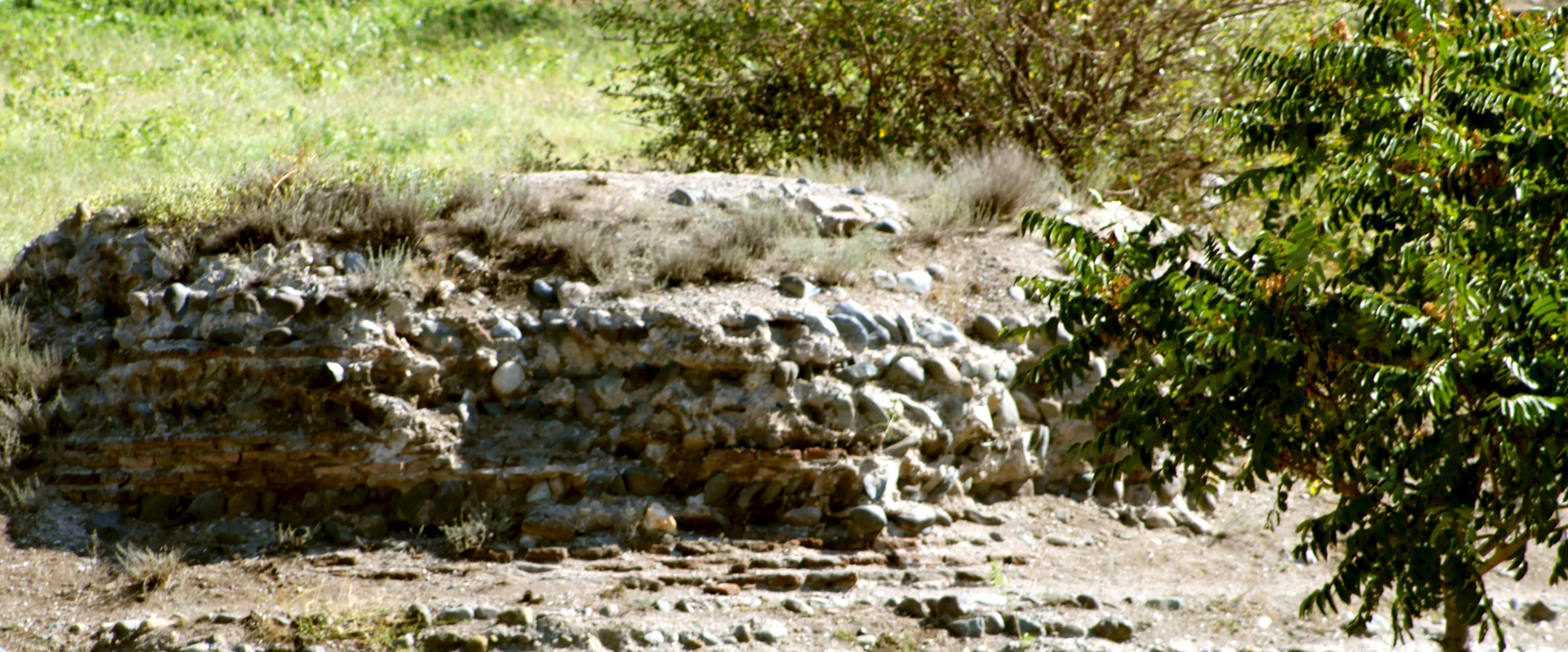
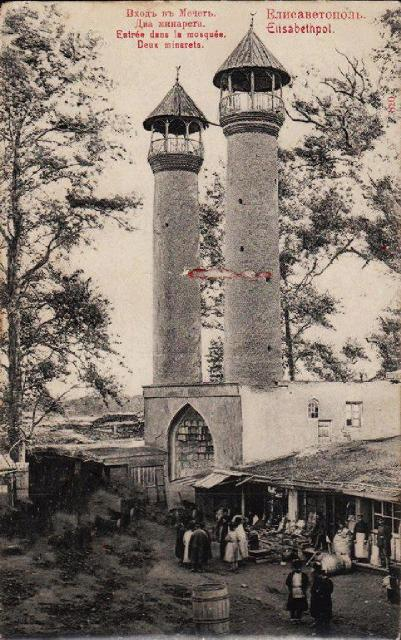
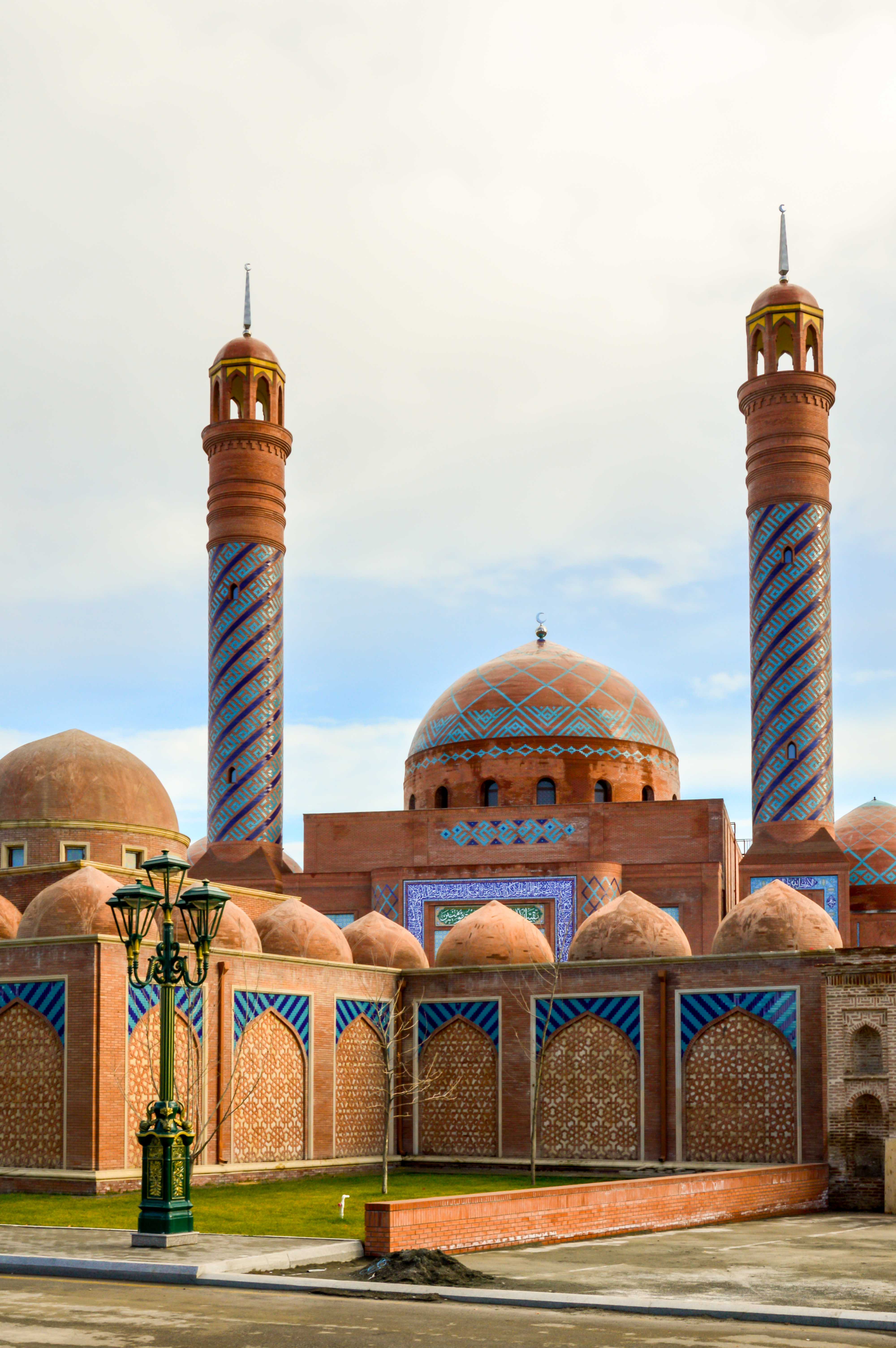
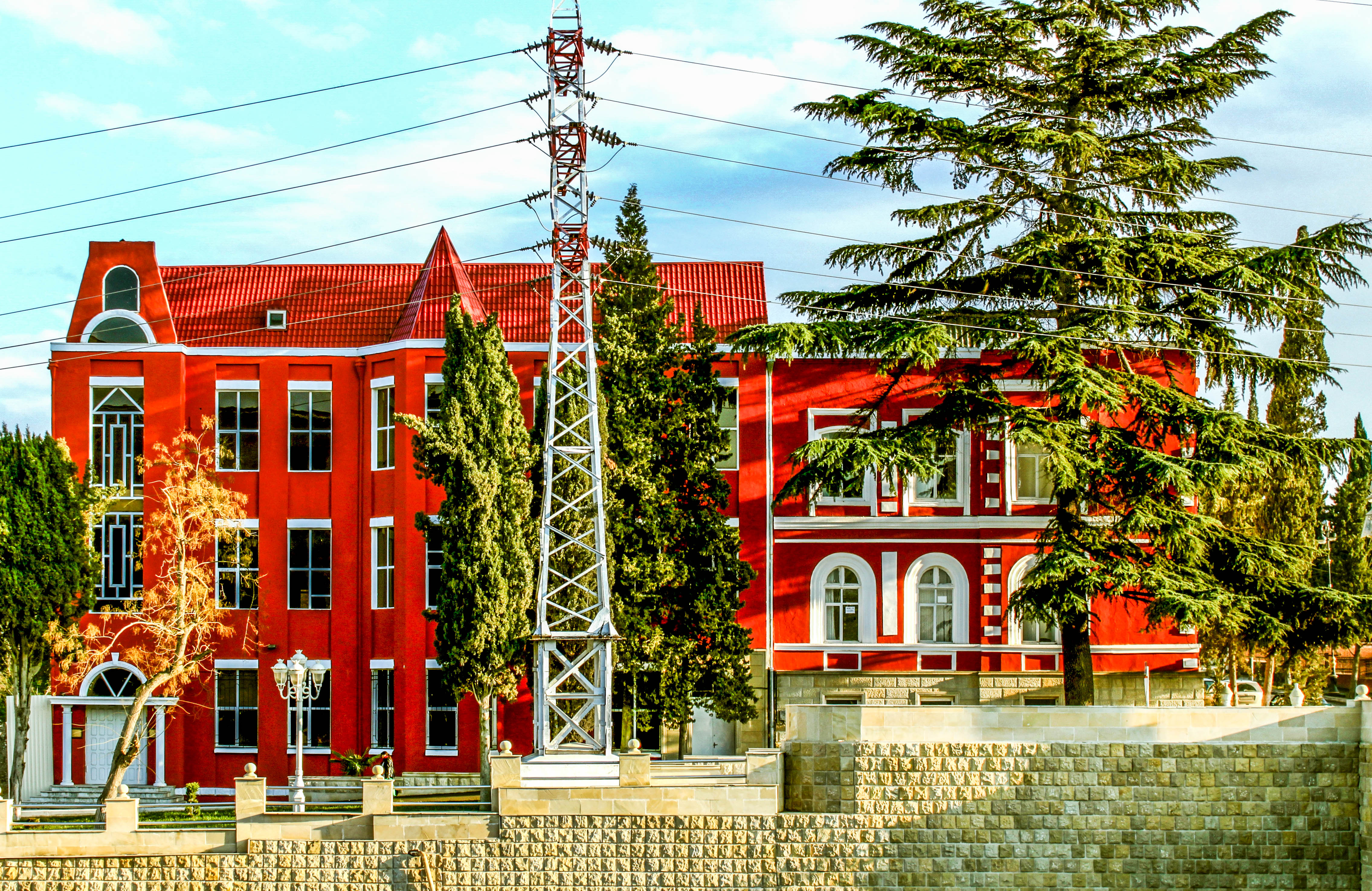
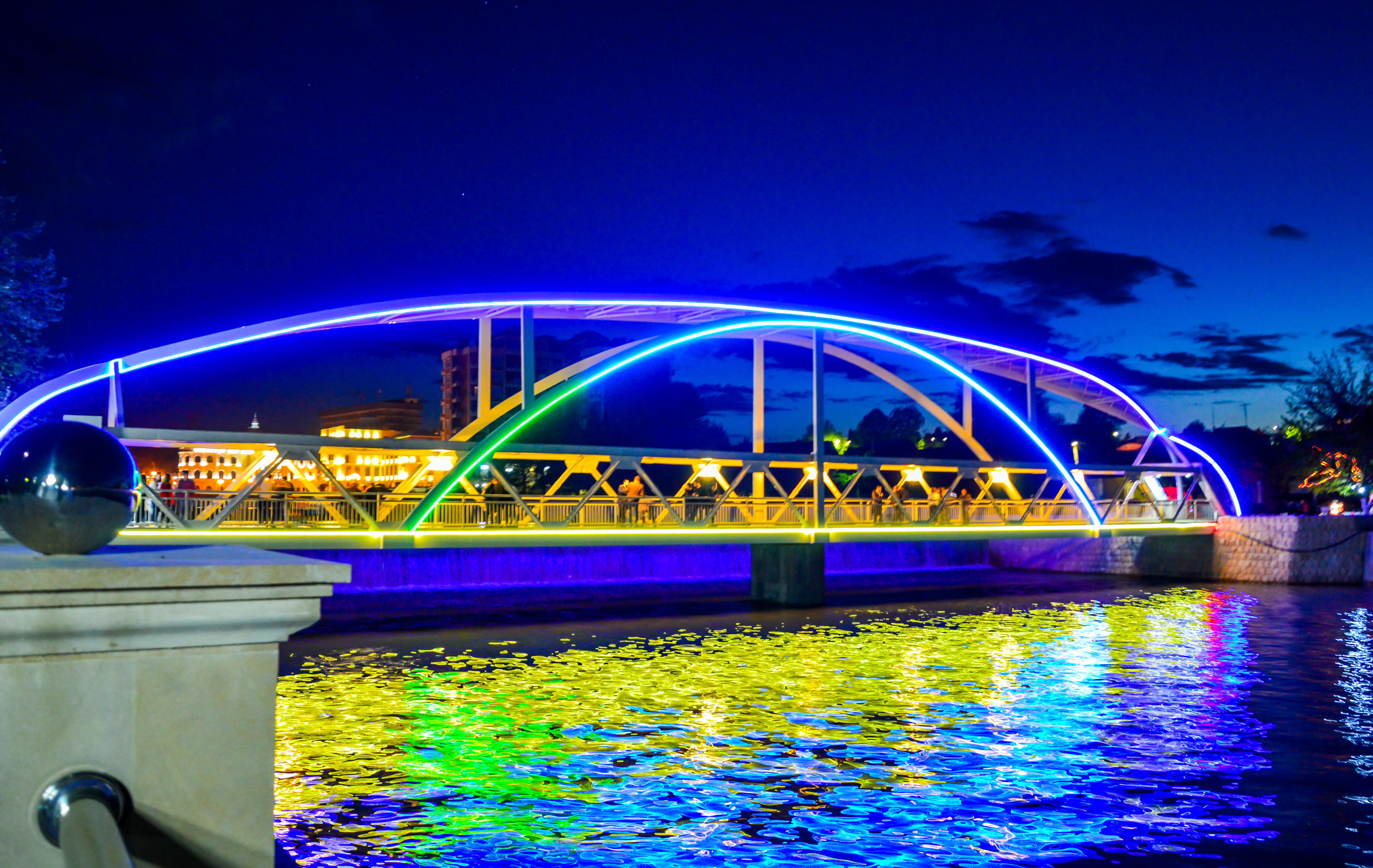
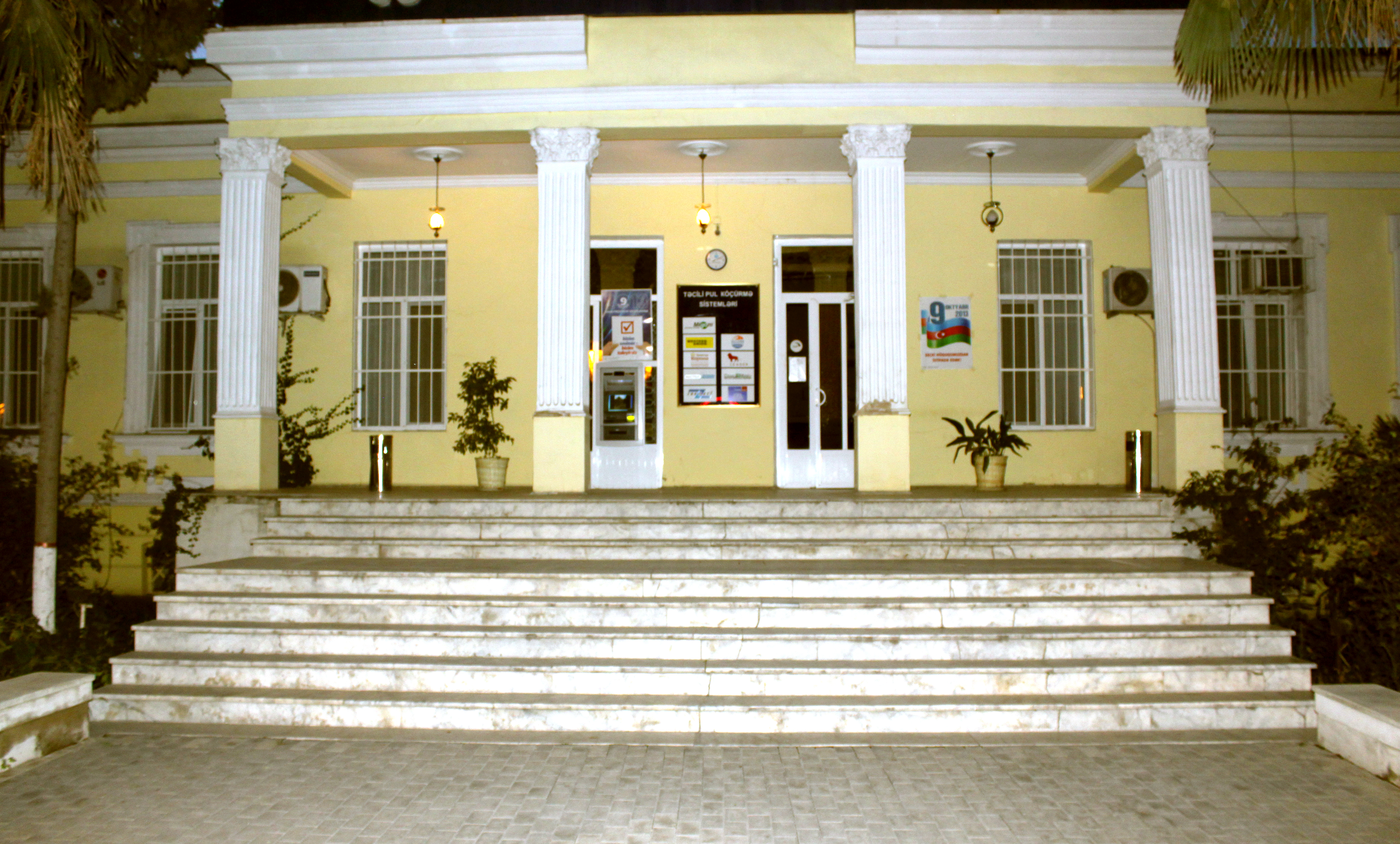
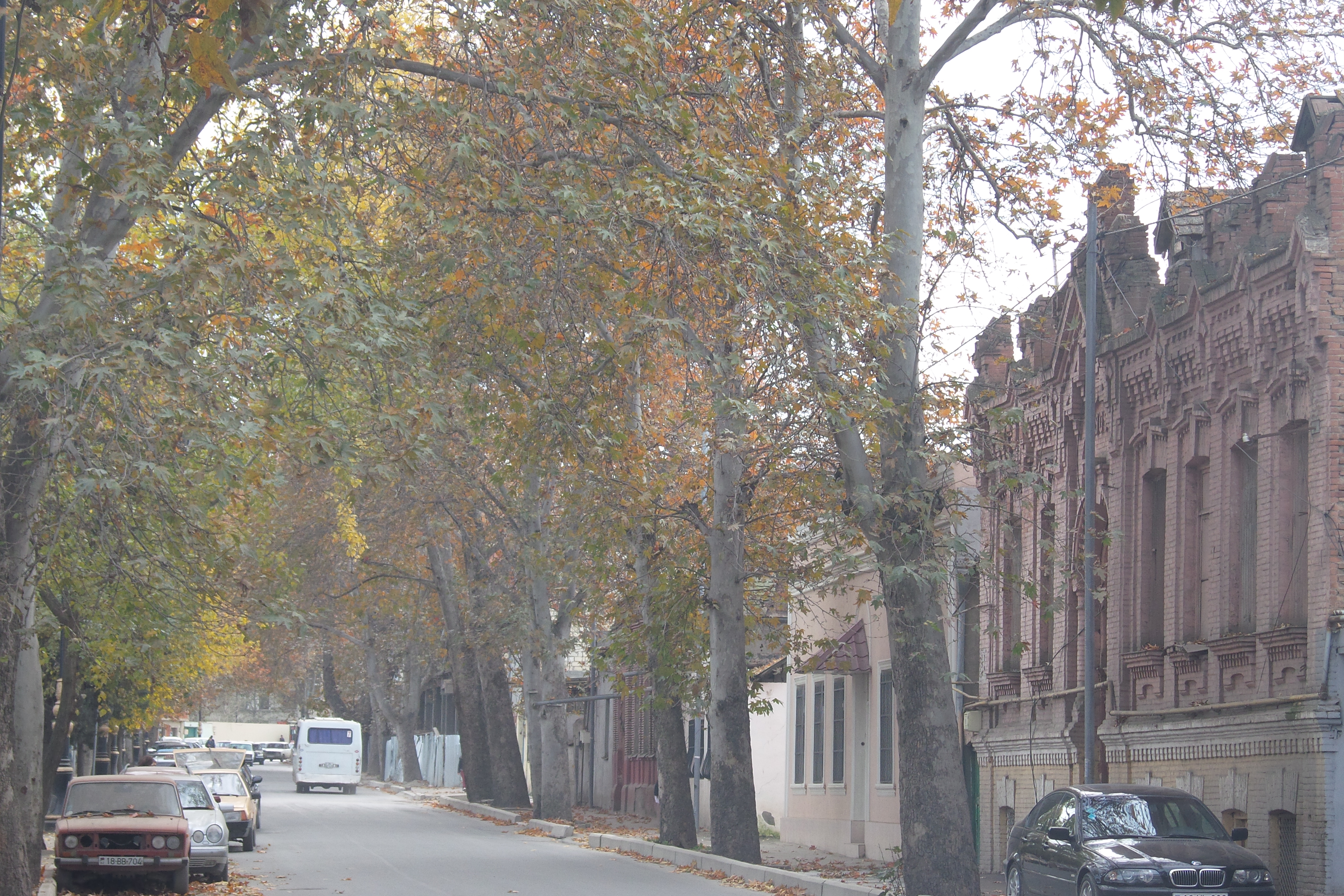
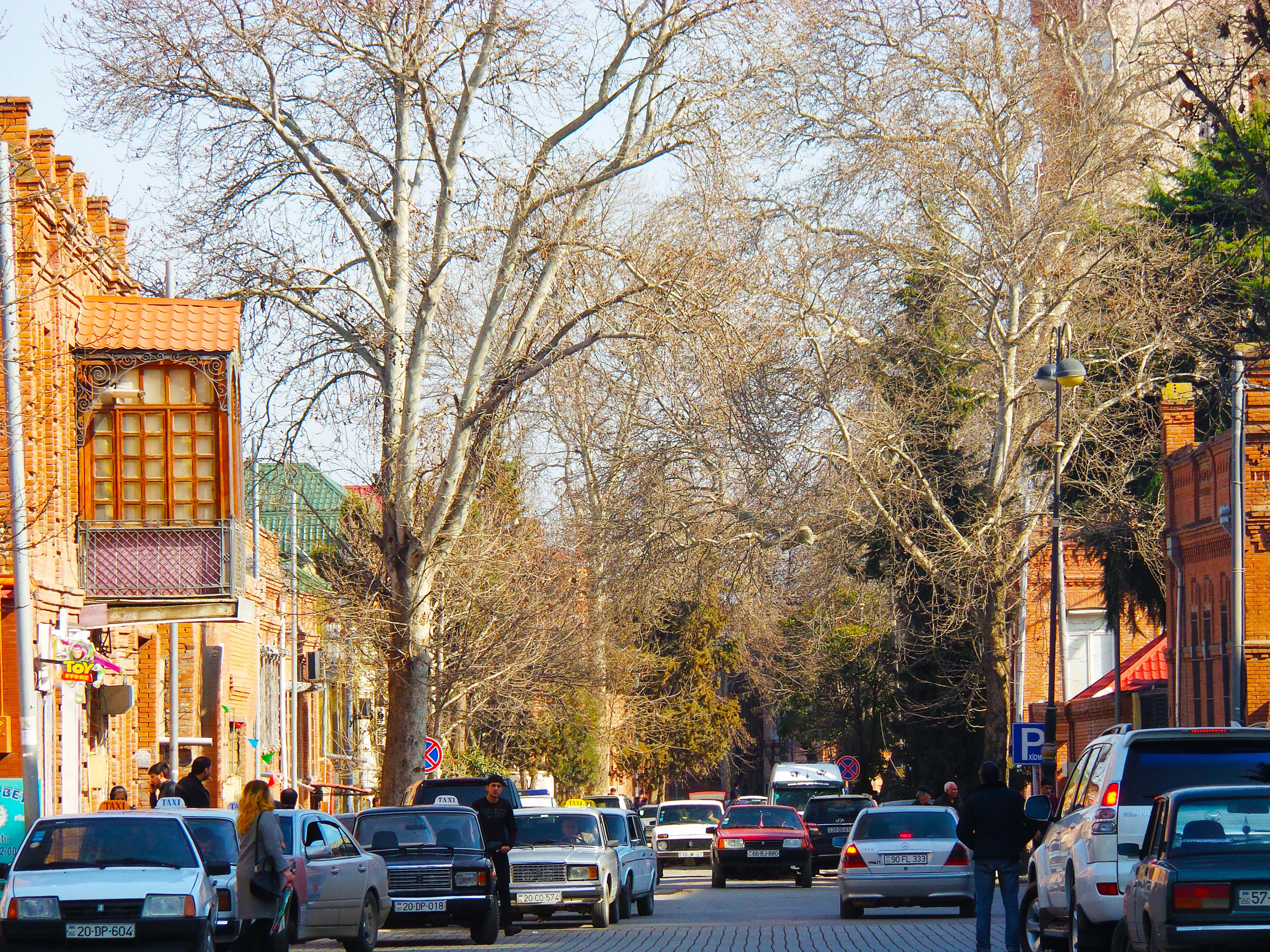
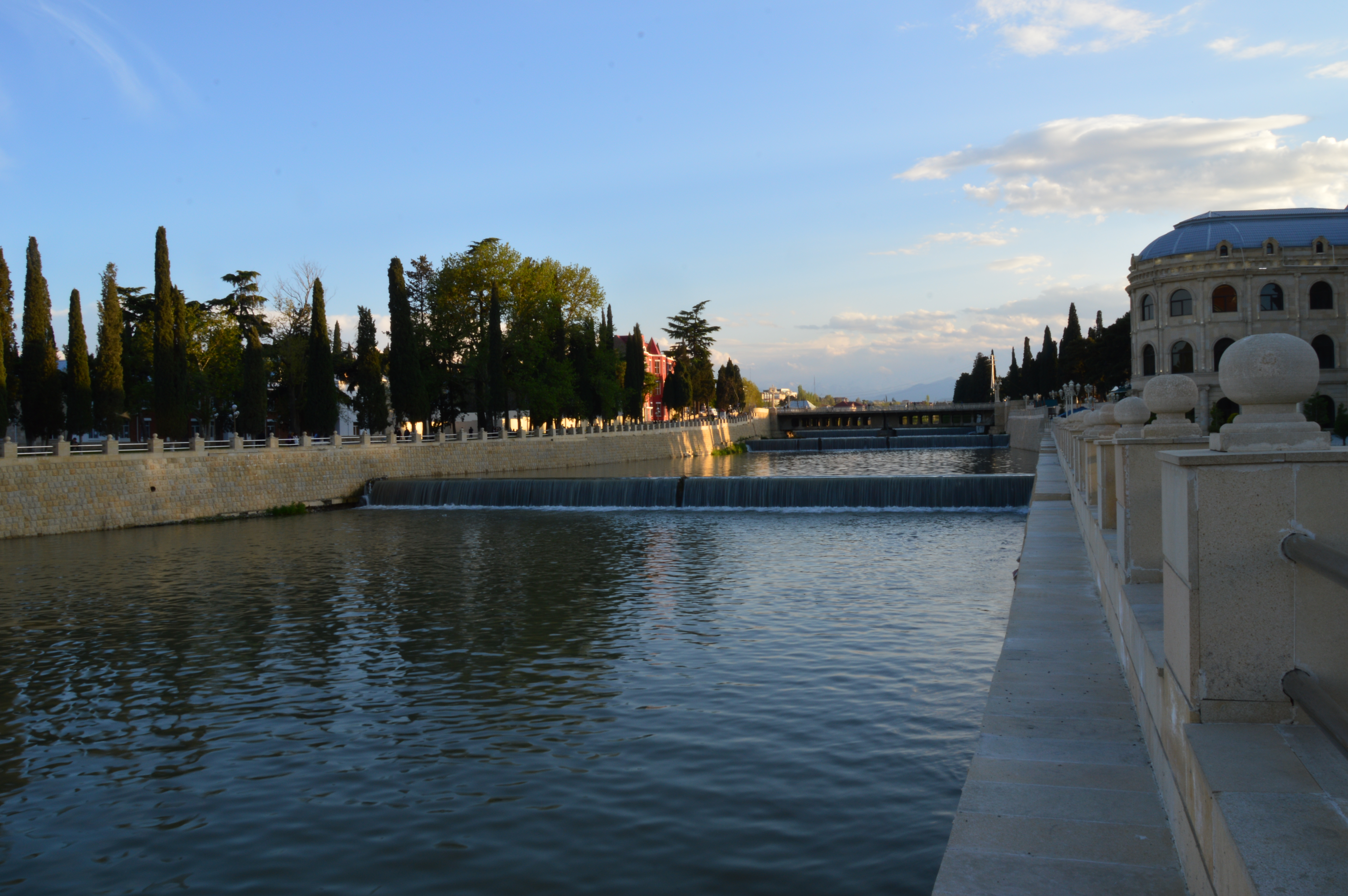
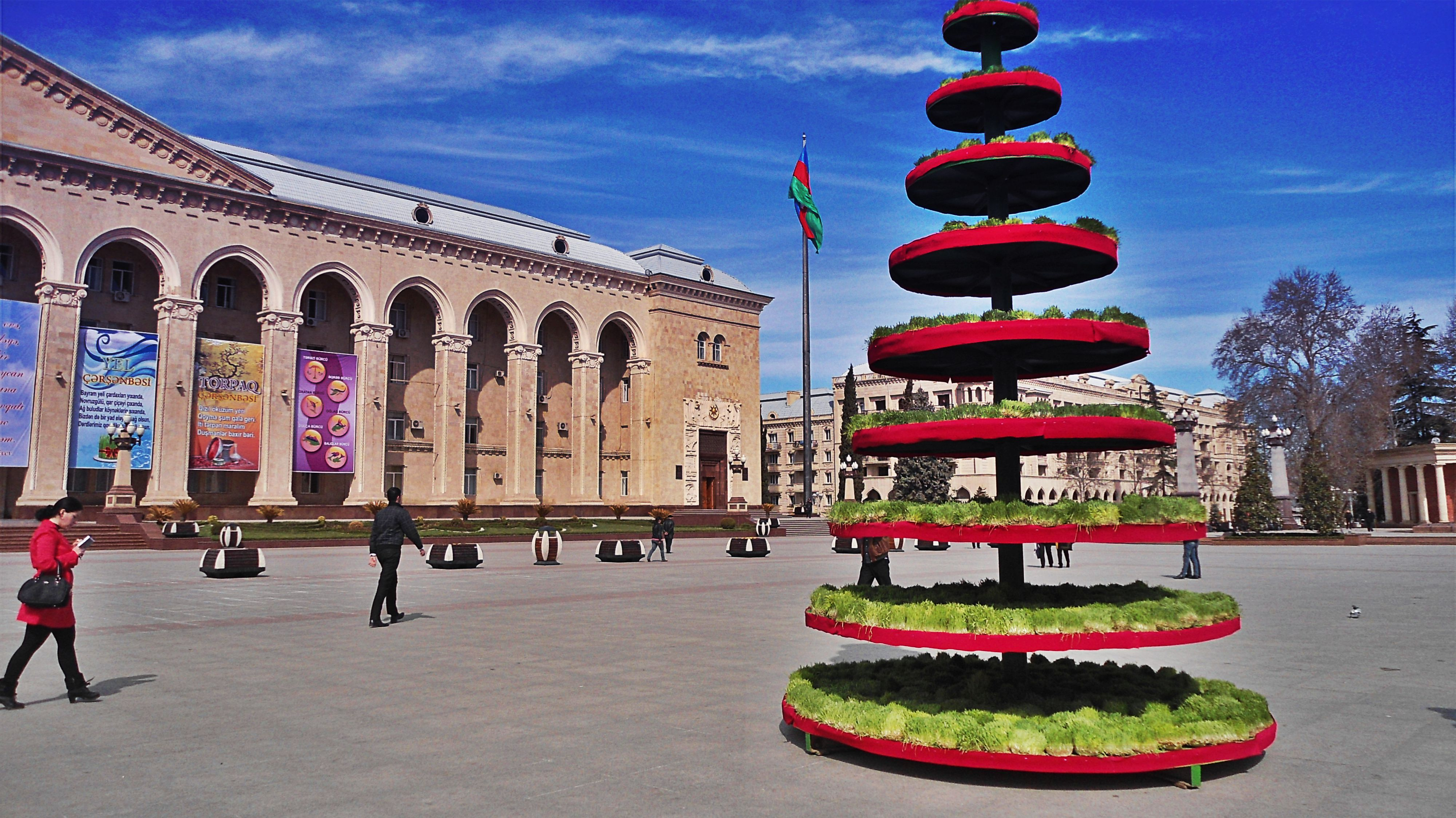
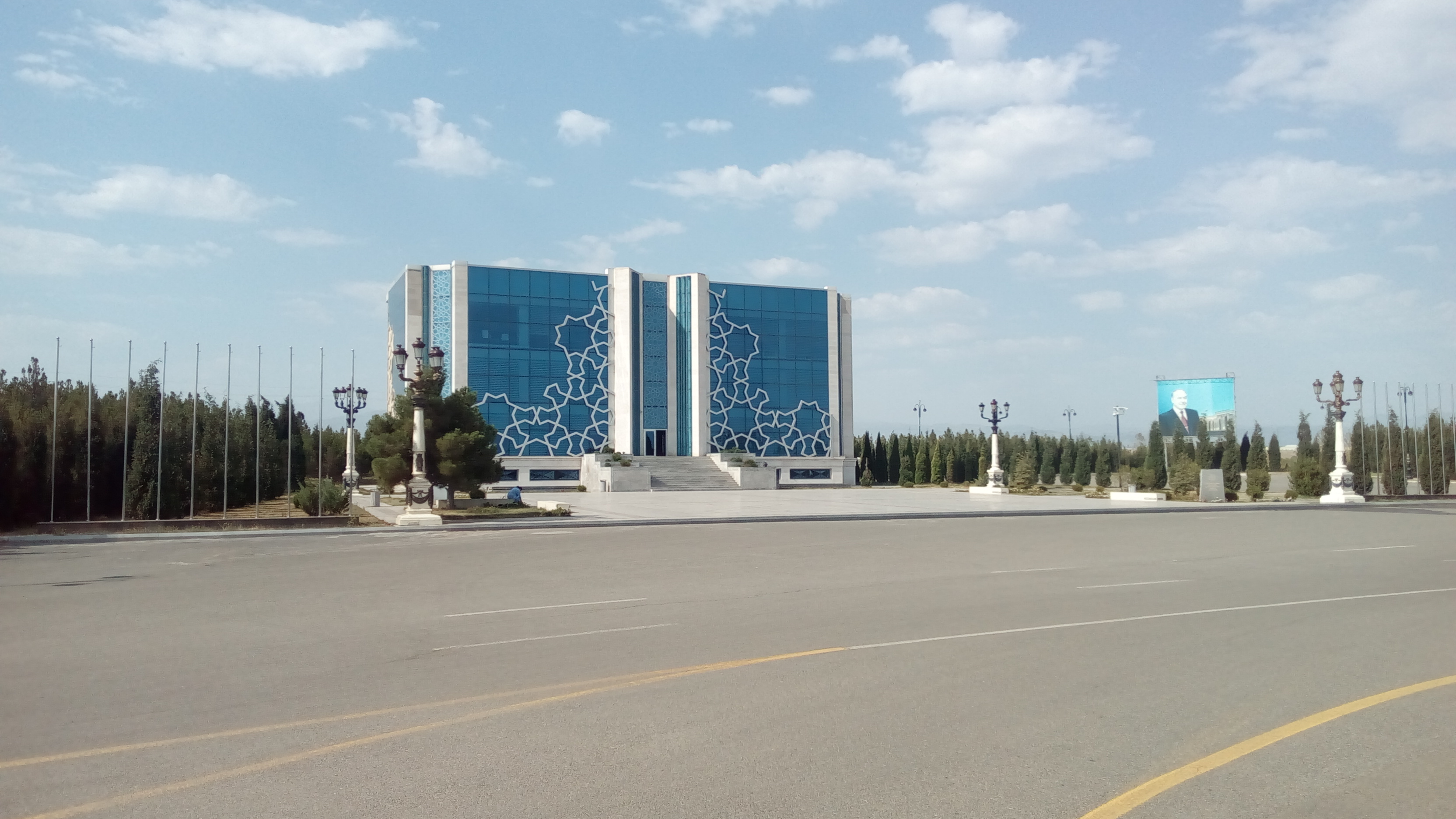